# Witold Romer
Witold Romer (ur. 14 lipca 1900 we Lwowie, zm. 19 kwietnia 1967 we Wrocławiu) – polski inżynier chemik, profesor Katedry Fototechniki Politechniki Wrocławskiej. Artysta fotografik, od Międzynarodowej Federacji Sztuki Fotograficznej otrzymał tytuł Honoraire Excellence FIAP (HonEFIAP).

## Życiorys
Był synem geografa, Eugeniusza i Jadwigi Rossknecht, bratem Edmunda, uczniem prof. Wojciecha Świętosławskiego. Podczas obrony Lwowa w dniach 1 – 22 listopada 1918 walczył w stopniu szeregowca na Odcinku I (pododcinek Remiza – Cytadela). W końcu lat dwudziestych odbył peregrynację naukową i studiował w różnych uczelniach i zakładach fotograficznych w Europie. W 1931 stworzył nową technikę pozytywową o nazwie izohelia. W tym samym roku został członkiem Kapituły Seniorów Fotoklubu Polskiego. W rok później, po śmierci Mikolascha, przejął prowadzenie Zakładu Fotografii na Politechnice Lwowskiej. Był kierownikiem działu fotomechanicznego w stworzonym przez ojca wydawnictwie „Książnica Atlas". W 1935 uzyskał doktorat z chemii fizycznej na Politechnice Lwowskiej. W 1937 r. podjął wielką akcję publikacji pocztówek fotograficznych wykonanych przez najlepszych mistrzów popularyzujących krajobraz Polski i dokonania polskie w okresie międzywojennym. Był członkiem rzeczywistym oraz członkiem Zarządu Lwowskiego Towarzystwa Fotograficznego - w 1938 roku został wybrany wiceprezesem Zarządu LTF. Lata wojny spędził w Anglii, pracując w dziedzinie fotografii dla potrzeb RAF-u. W 1946 powrócił do kraju i zamieszkał we Wrocławiu. W 1947 był współzałożycielem ówczesnego Wrocławskiego Towarzystwa Fotograficznego (obecnie Dolnośląskie Stowarzyszenie Artystów Fotografików i Twórców Audiowizualnych) – w latach 1947–1949 pełnił funkcję prezesa Zarządu WTF. Był inicjatorem i organizatorem stworzenia na Oddziale Chemii Technicznej Wydziału Matematyczno-Fizyczno-Chemicznego Uniwersytetu Wrocławskiego i Politechniki Wrocławskiej Katedry Fototechniki. Po rozdzieleniu obu uczelni katedra ta weszła w skład Wydziału Chemicznego Politechniki. W 1947 obronił pracę habilitacyjną, w 1948 został profesorem nadzwyczajnym, a w 1956 zwyczajnym. Dorobek Witolda Romera obejmuje siedemdziesiąt dwie prace, felietony i opinie, liczne patenty i dwie monografie.
Otrzymał wiele nagród i odznaczeń, m.in. Srebrny Krzyż Zasługi za działalność fotograficzną (1939), tytuł EFIAP (1956) oraz w tym samym roku Krzyż Kawalerski Orderu Odrodzenia Polski, nagrodę miasta Wrocławia (1957), Krzyż Komandorski Orderu Odrodzenia Polski (1965). Pochowany na Cmentarzu św. Wawrzyńca we Wrocławiu.

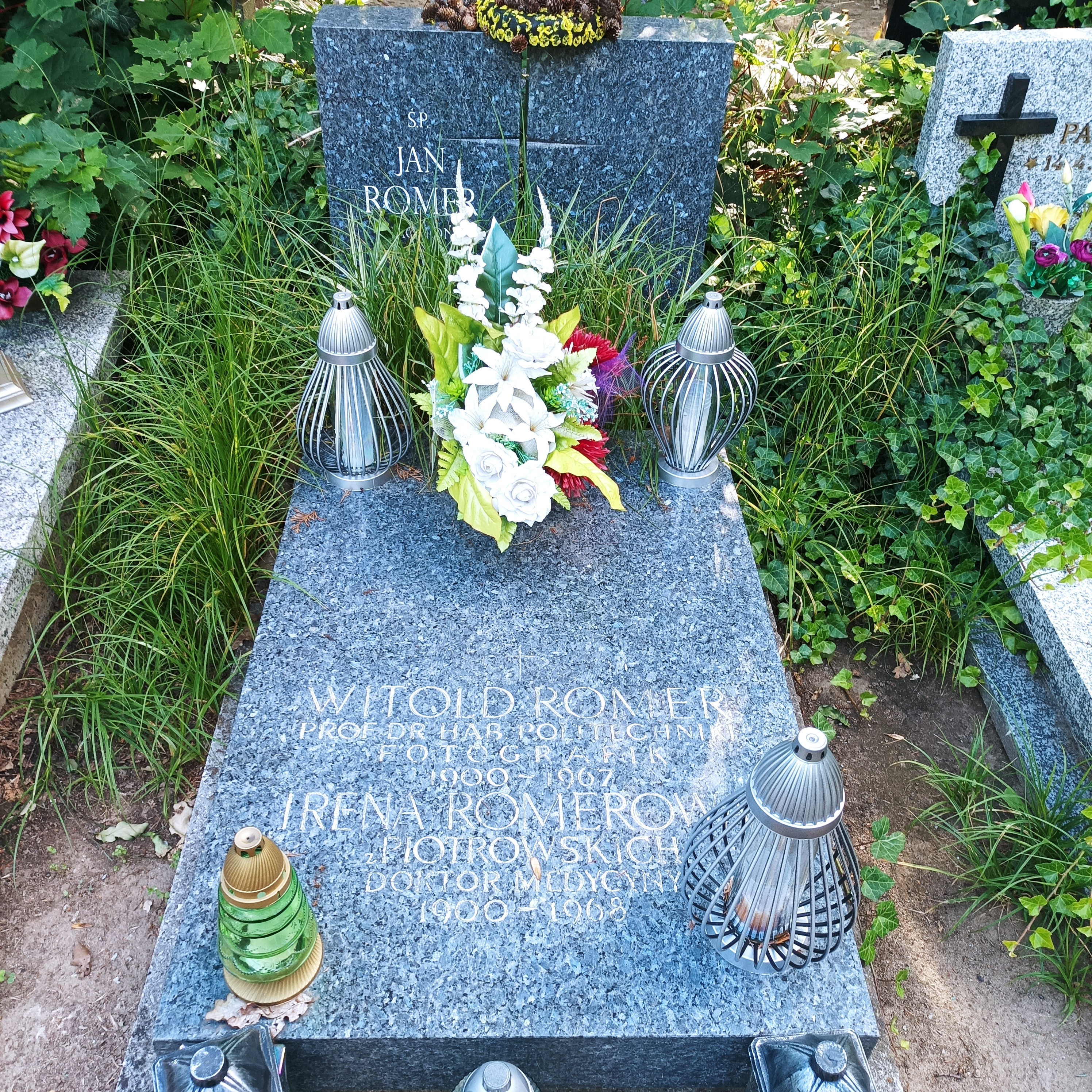
Grób prof. Witolda Romera na cmentarzu św. Wawrzyńca we Wrocławiu